# Hoa đuôi sóc

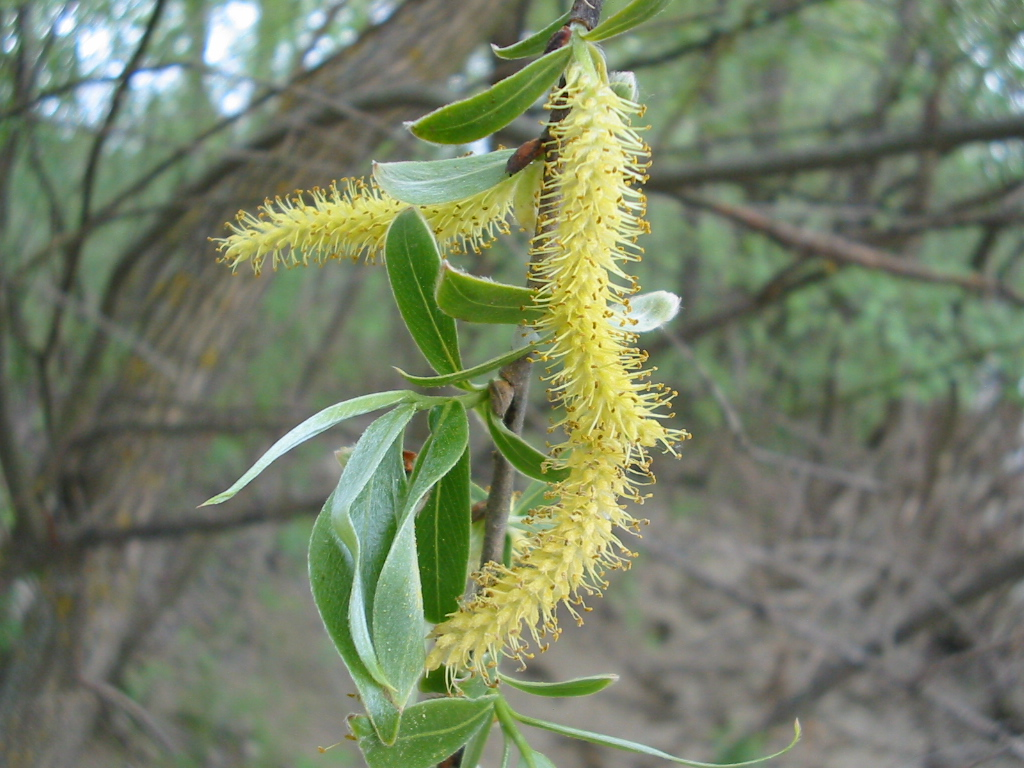
Hoa đuôi sóc đực của cây liễu.

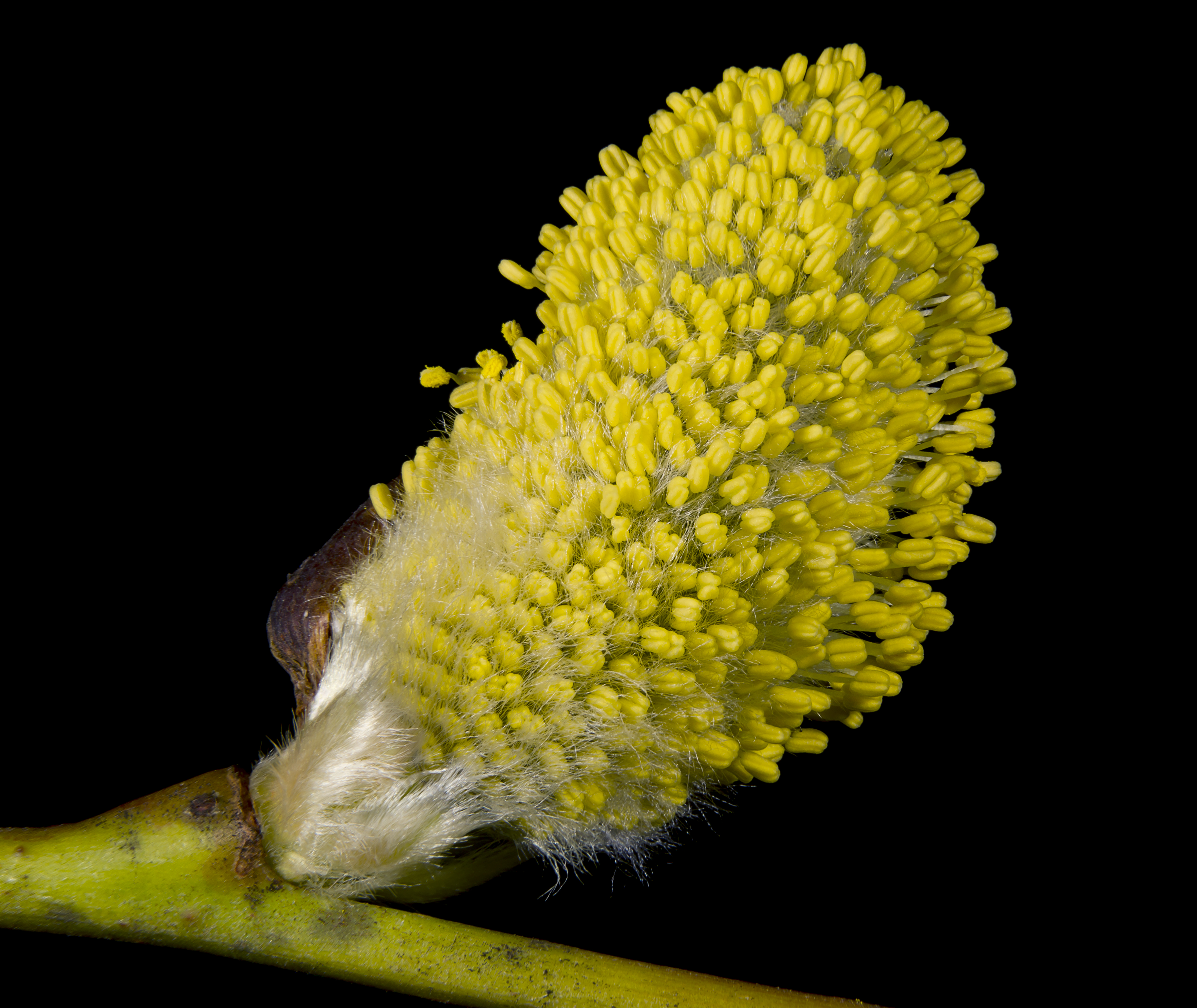
Hoa đuôi sóc đực khi đang nở của cây liễu.

Hoa đuôi sóc hay cụm hoa đuôi sóc là một cụm hoa hình trụ thon nhỏ, thụ phấn nhờ gió (cụ thể xem thụ phấn nhờ gió) và hoặc là với các cánh hoa không dễ thấy hoặc là không có cánh hoa. Cụm hoa đuôi sóc trên thực tế chứa nhiều hoa đơn tính, được sắp xếp gần và dọc theo một trục trung tâm, thường ở dạng rủ xuống. Kiểu cụm hoa này được tìm thấy ở một số họ thực vật, chẳng hạn như ở các họ Betulaceae, Fagaceae, Moraceae và Salicaceae.
Ở nhiều loài thực vật, chỉ có các hoa đực tạo thành cụm hoa đuôi sóc, còn các hoa cái là các hoa đơn-như ở phỉ (Corylus spp.), sồi (Quercus spp.), hoặc dạng nón như ở tống quán sủ (Alnus spp.) hay dạng khác dâu tằm (Morus spp.). Ở các loài khác, như dương (Populus spp.) thì cả hoa đực lẫn hoa cái đều tạo thành các cụm hoa đuôi sóc.
Các thực vật mang hoa đuôi sóc còn bao gồm nhiều loài cây thân gỗ hay cây bụi khác, như bạch dương (Betula spp.), liễu (Salix spp.), mạy châu (Carya spp.), dẻ (Castanea spp.) và dương xỉ thơm (Comptonia spp.), cũng như ở một số loài cây thân thảo như ở tầm ma (Urtica spp.).